# 斯塔布鲁克
斯塔布鲁克（荷蘭語：Stabroek，荷蘭語發音：[ˈstaːbruk]）是比利时弗拉芒大區安特衛普省安特衛普區的一个市镇，北与荷兰接壤，通行荷蘭語，是弗拉芒社群的一部分，面积21.51平方千米，人口18,529人（2018年1月1日）。